# Cardiophorus pharaonum
Cardiophorus pharaonum is een keversoort uit de familie kniptorren (Elateridae). De wetenschappelijke naam van de soort is voor het eerst geldig gepubliceerd in 1911 door Buysson.